# Constantin Crommelinck
Constantin Pierre Crommelinck (Kortrijk, 20 oktober 1814 - Brussel, 8 oktober 1884) was een Belgisch arts.

## Levensloop
Constantin Pierre was een zoon van Constantin Jacques Crommelinck (1788-1859), chirurg, die deelnam aan napoleontische veldslagen, vooral in Spanje (1808-1814), en van Anne-Catherine Bogaert.
Hij volgde studies aan de École de Médecine in Brugge en bleef er, na behaald diploma, aan verbonden als leraar anatomie. Hij trouwde in Brugge met Félicité Bogaert, dochter van de Brugse drukker Daniel Bogaert-Dumortier. 
Hij verwierf zijn eerste bekendheid door het uitvoeren van een heelkundige bewerking om bij een patiënt aan het scheelzien te verhelpen. Hij vertelde zijn ingreep uitgebreid (en nogal triomfantelijk) in een artikel waarin hij ook zijn zelfontworpen instrumenten voor de operatie beschreef. Dit gaf aanleiding tot nogal wat controverse met concurrerende collega's.
Crommelinck richtte zich vervolgens naar de psychologie en de psychiatrie. Hij beschreef het geval van een boerenmeisje uit Harelbeke dat als helderziende werd beschouwd en van wie hij de hysterische symptomen onderzocht. Jaren later werden zijn beschouwingen hieromtrent als die van een voorloper aangezien, onder meer daar waar hij de theorieën van de frenologie als onjuist veroordeelde, en ook in zijn zienswijze dat veel psychische letsels door morele aandoeningen werden veroorzaakt en niet door een of ander hersenletsel. Hierdoor is hij beschouwd als een voorloper van de psychosomatische behandeling van psychische aandoeningen.
Een studiebezoek aan psychiatrische inrichtingen, eerst in België en vervolgens in Frankrijk, Engeland en Duitsland, brachten hem tot een aantal conclusies en aanbevelingen die in grote mate nieuw en zelfs revolutionair waren.
In 1842 stichtte hij het tweemaandelijks tijdschrift Annales de médecine légale, d'hygiène publique et privée et de maladies mentales.
Na 1842 vervolgde hij zijn loopbaan verder in Brussel. Hij stichtte er Le Nouvelliste Médical Belge. Ten aanzien van de schrijnende toestanden onder de arme bevolking wilde hij een Société Philantropique oprichten, om hieraan te verhelpen.
Na 1852 kwam het polemische en agressieve karakter van Crommelinck naar boven. Hij ging een hevige polemiek en proces aan met dokter François Vleminck (1808-1870), hoofdinspecteur van de gezondheidsdiensten van het Belgisch leger.
Hij was in die periode ook zeer beweeglijk. Na zijn verblijf in Brussel, woonde hij ook tijdelijk in Italië en in Parijs, en behandelde op vele plaatsen patiënten met chronische ziekten aan de urinewegen.

## Publicaties
- Mémoire sur l'opération du strabisme spasmodique, Brugge, 1840.
- Dissertation médico-psychologique, Brugge, 1840.
- Nouveau manuel d'anatomie descriptive et raisonnée, Brussel, 1841.
- Rapport sur les hospices d'aliénés de l'Angleterre, de la France et de l'Allemagne, Kortrijk, 1842.
- De la nécessité de fonder une société philanthropique à Saint-Josse ten Noode, Brussel, 1844.
- M. Vleminck (J.Fr.) ou la gale, le charlatanisme et Me Vleminck, Brussel, 1854.
- Traité d'anthropologie à l'usage des gens du monde (...), Brussel, 1855.
- Mémoire sur l'origine, la préservation et le traitement de la syphilis, Brussel, 1860.
- Le vrai trésor de santé, Brussel, 1872.